# Distrikt Florida
Der Distrikt Florida liegt in der Provinz Bongará in der Region Amazonas in Nord-Peru. Der Distrikt wurde am 3. November 1933 gegründet. Er besitzt eine Fläche von 222 km². Beim Zensus 2017 wurden 6395 Einwohner gezählt. Im Jahr 1993 lag die Einwohnerzahl bei 3635, im Jahr 2007 bei 6199. Verwaltungssitz ist die 2225 m hoch gelegene Kleinstadt Pomacochas (auch Florida) mit 3869 Einwohnern (Stand 2017). Pomacochas liegt 20 km nordwestlich der Provinzhauptstadt Jumbilla. Die Nationalstraße 5N (Moyobamba–Bagua) durchquert den Distrikt.

## Geographische Lage
Der Distrikt Florida liegt im Südwesten der Provinz Bongará. Der Río Chiriaco (auch Río Imaza) fließt entlang der nordöstlichen Distriktgrenze nach Norden. Zentral im Distrikt befindet sich der 4 km² große See Laguna de Pomacochas.
Der Distrikt Florida grenzt im äußersten Westen an den Distrikt Cajaruro (Provinz Utcubamba), im Norden an den Distrikt Yambrasbamba, im äußersten Osten an den Distrikt Corosha, im Südosten an den Distrikt Jumbilla sowie im Süden an die Distrikte Cuispes und Shipasbamba.